# 熊勇
熊勇（？—前838年），羋姓，熊氏，名勇。熊勇六年，周人造反，周厲王出奔彘國。熊勇十年（前838年）卒，弟熊嚴為後。
《清华简》《楚居》上名为熊甬，《国语·郑语》韦昭注言“熊严，楚子鬻熊之后十世也”。
| 前任： 父熊延 | 楚國君主 前847年-前838年 | 繼任： 弟熊嚴 |